# توت‌فرنگی ۱۱۰۵
سیارک ۱۱۰۵ (به انگلیسی: 1105 Fragaria، نامگذاری:1929AB) هزار و صد و پنجمین سیارک کشف شده‌است که در ۱ ژانویه ۱۹۲۹ و در هایدلبرگ کشف شد.
قدر مطلق سیارک برابر ۱۰٫۰۹ است.